# Ad-Dirbasijja
Ad-Dirbasijja (arab. ‏الدرباسية‎, kurd. Dirbêsî) – miasto w północno-wschodniej Syrii, w muhafazie Al-Hasaka, w poddystrykcie Ad-Dirbasijja. W spisie z 2004 roku liczyło 8551 mieszkańców.